# Ludwika Lisówna
Ludwika Lisówna († 1944) byla polská řeholnice, od roku 1938 až do své smrti generální představená klarisek. Za druhé světové války zapojila klarisky do odbojové činnosti. Sama organizovala zejména ukrývání židovských dívek v klášterech, a řádových školách a výchovných zařízeních. Klarisky, které byly největším ženským řeholním společenstvím v Polsku, jich také zachránily největší počet, celkem asi 500 dětí a 150 dospělých.